# Basilea-Ciutat
Basilea-Ciutat (alemany: Basel-Stadt, francès: Bâle-Ville, italià: Basilea Città, romanx: Basilea-Citad) és un cantó del nord de Suïssa, situat on el Rin abandona el país. La ciutat de Basilea n'és el centre i capital. El cantó és format per les ciutats de Basilea, Bettingen i Riehen.

## Història
El cantó de Basilea-Ciutat fou creat quan el cantó històric de Basilea fou dividit el 1833. El resultat de la divisió foren dos subcantons: Basilea-Ciutat i Basilea-Camp. Aquesta divisió fou provocada pel cantó de Basilea-Camp, i la constitució de Basilea-Ciutat no reconeix l'altre mig cantó. Una nova constitució ha estat aprovada el 2003.
El cantó de Basilea es va unir a la Confederació Helvètica el 1501.

## Geografia
El cantó de Basilea-Ciutat és situat al nord de Suïssa. Limita amb Alemanya i França al nord, Basilea-Camp al sud. El Rin travessa el cantó. Té una superfície de 37 km², el cantó més petit de la Confederació Helvètica.
Aquest cantó no està dividit en districtes, ja que és molt petit i té només tres municipis (Basilea, Bettingen i Riehen).

## Política
Basilea-Ciutat és un mig cantó. Això vol dir que el cantó només envia un representant al Consell dels Estats. La capital del cantó és la ciutat de Basilea. L'actual constitució del cantó data del 1889.
El parlament del cantó és anomenat Grosser Rat i té 130 membres escollits d'una vegada per un període de quatre anys. En l'actual (2006) hi ha vuit partits diferents representats en el parlament.
L'executiu del cantó (Regierungsrat) és compost de set membres. En l'actual (2006) hi ha cinc forces polítiques diferents representades.